# Беднота
«Беднота́» — щоденна селянська газета, орган ЦК ВКП(б). 
Видавалась у Москві в 1918—1931 роках і відіграла велику роль в проведенні політики партії на селі.
При редакції «Бедноти» існувала сільськогосподарська лабораторія, де вивчались передові методи агротехніки, що поширювались через газету. У 1931 році газету «Бедноту» злито з газетою «Социалистическое земледелие».